# NGC 1833
NGC 1833 est un amas ouvert associé à une nébuleuse en émission situé dans la constellation de la Table. Cet amas et cette nébuleuse sont situés dans le Grand Nuage de Magellan. NGC 1833 a été découvert par l'astronome britannique John Herschel en 1836. 